# Bokken Lasson
Caroline Lasson, känd som Bokken Lasson, född 7 januari 1871 i Kristiania, död 3 augusti 1970, var en norsk kabaréartist, vokalist och antroposof. Namnet Bokken var ett smeknamn från när hon var barn.

## Biografi
Lasson var dotter till advokat Christian Lasson och Alexandra von Munthe af Morgenstierne i en musikalisk familj med tio barn. 
Brodern Per Lasson blev komponist och systern Oda Krohg konstnär. Hemmet var en samlingsplats för konstnärer i Oslo och två av dem, Christian Krohg och Frits Thaulow gifte sig med var sin syster. Själv gifte hon sig med advokaten och musikern Vilhelm Dybwad, som också skrev visor och revyer.
Hon drogs till Kristiania-bohemerna där hon tidigt mognade. År 1897 träffade hon den danska diktaren Holger Drachmann i Köpenhamn, som ville att hon skulle bli hans sekreterare och följa med till ett  sanatorium i Gausdal. Året efter reste de till Skagen och USA tillsammans.

## Karriär
Bokken Lasson utbildade sig i klassisk sång och var elev till Eva Nansen och Raimund von zur Mühlen. Hon utbildade sig till romanssångarska på Musikkonservatoriet i Dresden och 1894 debuterade hon som konsertsångerska på Centralteatret och Fahlstrøms Theater. Året efter tog hon på sin första turné och spelade luta i Tyskland, Frankrike, England och USA. 
Lasson var banbrytande med sina nordiska folkvisor som hon ackompanjerade på luta ända tills hon var 90 år gammal.  Hon arbetade också som sångpedagog.

## Chat Noir i Oslo
Tillsammans med Vilhelm Dybwad, som senare blev hennes man, grundade Bokken Lasson kabarén Chat Noir i Kristiania, som Nordens första kabaréscen. Chat Noir öppnade den 1 mars 1912 på andra våningen i Tivolibyggnaden. Programmet inleddes med en orientering om kabaré i allmänhet och Chat Noir i synnerhet och medverkade gjorde  bland andra författaren och poeten Herman Wildenvey och Maja Flagstad som spelade piano. Öppningen blev en success och Lasson var chef för Chat Noir till 1917. Under den perioden blev hon också bekant med poeten Arnulf Øverland och operasångerskan Kirsten Flagstad.
I en intervju på norsk TV (NRK) berättade hon om etableringen och driften av Chat Noir och att det var systern Alexandra Thaulow som hade uppmanat paret att starta en kabaré i Kristiania. 

## Antroposofi
Bokken Lasson var en sökande själ och mötte Rudolf Steiner när han kom till Norge för att bilda Antroposofisk Selskap i Norge den 17 maj 1923. När den första Waldorfskolan startade i Oslo 1926 var hon lärare i franska, musik och sång.